# Empire: Total War
Empire: Total War est un jeu vidéo de stratégie au tour par tour et de tactique en temps réel développé par Creative Assembly et publié par Sega en mars 2009 sur PC et en septembre 2012 sur Macintosh. Le jeu est le cinquième opus de la série des Total War dont il transpose le système de jeu dans l'Europe, l'Amérique du Nord, l'Inde, le Moyen-Orient et les Caraïbes du début de l'époque moderne entre 1700 et la fin du XVIIIe siècle. Comme ses prédécesseurs, le jeu mélange des phases de stratégie au tour par tour sur une carte en deux dimensions, lors desquelles le joueur gère son empire province par province, et des phases d'affrontements tactiques se déroulant en temps réel dans un environnement en trois dimensions. Le joueur y contrôle une des puissances de l'époque cherchant à étendre sa domination et à fonder un empire. Pour cela, le joueur peut faire appel à la puissance de son armée mais aussi à la religion, à l’espionnage, à la diplomatie et à l’économie.
À sa sortie, le jeu est bien reçu par la presse spécialisée qui met en avant sa profondeur stratégique, son réalisme historique et la qualité de ses graphismes. En septembre 2009, le jeu a bénéficié d'une nouvelle campagne disponible en téléchargement – baptisée The Warpath Campaign – se focalisant sur la conquête de l'Amérique du Nord et incorporant cinq nouvelles factions amérindiennes.
Empire: Total War a été suivi d'un autre jeu baptisé Napoleon: Total War et sorti en février 2010, dont la campagne retrace les Guerres napoléoniennes.

## Système de jeu
Empire: Total War porte sur le XVIIIe siècle. Le jeu mêle stratégie au tour-par-tour, à la manière des jeux de guerre, et combats en temps réel, à la manière d'un jeu de stratégie en temps réel. Avec une nouvelle stratégie due à l'époque jouée, des batailles navales apparaissent, les sièges des forteresses n'ont pas beaucoup d'importance vu que les armées stationnent la plupart du temps en dehors des villes.
Des révolutions et des rébellions peuvent survenir en cas de mécontentement d'une partie de la population, ce qui provoque des troubles internes dans le pays concerné. Il est donc possible de changer de régime politique : une révolution initiée par la bourgeoisie permettra d'instaurer une monarchie constitutionnelle tandis qu'une révolution initiée par les classes populaires aboutira à une république. L'impôt peut être payé seulement par des classes sociales comme les nobles, ou le peuple.
La généralisation des armes à feu dans les armées rend les unités de mêlée obsolètes et inutiles si mal utilisées. En effet, il ne s'agit plus de charger de front pour l'emporter, une volée massive à courte portée étant dévastatrice pour le moral et les rangs. Cependant, les charges de cavalerie, si elles interviennent à des moments opportuns, peuvent bouleverser une bataille, et décider d'une victoire.
L'artillerie bénéficie également d'une importance accrue sur le champ de bataille, cette dernière pouvant affaiblir l'ennemi pendant sa progression vers les lignes, ou encore le forcer à quitter une position défensive abondamment pilonnée afin d'engager le combat.
Un nouveau système de recherche technologique fait son apparition. En effet, il est désormais possible pour le joueur de développer des technologies organisées en trois principales branches (militaire, industrielle et philosophique), elles-mêmes subdivisées en sous-domaines (armes de mêlée, artillerie et marine ; agriculture et industrie ; économie et politique). La recherche s'effectue grâce à la construction de collèges et d'universités qu'investissent des gentilshommes (allant de Newton à Kant) afin d'y accélérer les recherches. L'avancée technologique donne véritablement un avantage dans les batailles, surtout quand elle octroie l'habilité relative au feu par rang qui triple la puissance de feu, ou encore celle relative aux baïonnettes, sans compter celles améliorant de façon notable les munitions d'artillerie.
La faction rebelle présente dans tous les opus Total War précédents disparaît en tant que faction présente dès le départ sur la carte de campagne. En effet, tous les différents territoires sont occupés par des nations majeures jouables ou par des factions mineures non-jouables.
Les rebelles de certains territoires prennent soit la forme de factions émergentes ( Québec, Mexique, Grèce....) , soit sous la forme de révolutions visant à remplacer le gouvernement de votre faction ou encore sous la forme de rebelles plus génériques de couleur grise. Ces derniers sont ceux qui se rapprochent plus des opus précédents, étant donné qu'ils ne représentent aucune faction spécifique. . Les autres types de révoltes mènent à des révolutions, comme mentionné plus haut, ou d'autres factions mineures, dites "émergentes".

## Développement
Empire: Total War est annoncé par The Creative Assembly et Sega lors de la Games Convention de Leipzig le 22 août 2007. Le studio met alors en avant plusieurs améliorations par rapport aux précédents opus de la série, dont notamment un nouveau moteur graphique et l’ajout de batailles navales en temps réel. Bien que le jeu soit dans les cartons du studio depuis la sortie de Rome: Total War, il n’est alors qu’au début de son développement et aucune version de démonstration du gameplay du jeu n’est présentée lors de la convention,. Dans les mois qui suivent, le studio dévoile de nouvelles informations sur le jeu, quelques captures d'écran, puis enfin un trailer – constitué d’une scène cinématique du jeu – qui est diffusé le 10 juillet 2008. Une démo jouable du système de combat naval du jeu est ensuite présentée lors de l’E3 de 2008, les développeurs annonçant alors une sortie du jeu en 2009. De son côté, le système de combat terrestre est présenté lors de la Game Convention de Leipzig en août 2008, les développeurs annonçant également que la phase alpha du développement est terminée et qu’ils prévoient une sortie pour le 6 février 2009,.
D’après James Russel, le concepteur principal du jeu, le thème du XVIIIe siècle a été choisi pour son côté haut en couleur et parce qu’il est considéré comme l’âge d’or des combats navals, ce qui en fait une période idéale pour mettre en avant le « spectaculaire » nouveau système de bataille navale du jeu. Le dynamisme et les nombreux changements ayant secoué cette époque, que ce soit sur le plan politique avec la Révolution Française, économique avec la révolution industrielle ou militaire avec la généralisation de la poudre à canon, a de plus donné aux concepteurs de nombreuses opportunités pour imaginer de nouvelles options et de nouveaux mécanismes de jeu. Afin de rendre les personnages plus vivants, le studio a utilisé des animations réalisées en capture de mouvement. Pour renforcer l’authenticité historique du jeu, les concepteurs ont fait de nombreuses recherches sur certains aspects du XVIIIe siècle comme les duels, bien qu’ils se soient également inspirés des chorégraphies des acteurs dans des films ou des séries télévisées basés sur cette époque comme Sharpe.

## Versions et extensions

### Versions
Le 28 octobre 2008, The Creative Assembly annonce que le jeu sera publié sur la plate-forme Steam lors de la sortie officielle du jeu le 6 février 2009, le jeu nécessitant l’installation de Steam pour donner aux joueurs l’accès aux mises à jour et au mode multijoueur. En décembre 2008, la sortie du jeu est cependant repoussée afin de permettre aux développeurs de travailler sur des améliorations du mode multijoueur, la date de sortie du jeu étant alors fixé à mars 2009,,. Une version de démonstration du jeu est publiée le 20 février 2009, celle-ci permettant de jouer les batailles de Brandywine et de Lagos. La version originale du jeu est ensuite publiée le 3 mars 2009. La version boîte du jeu a été publiée en neuf versions différentes, huit d’entre elles étant illustrées avec une image représentant la faction majeure correspondant à la zone où est vendu le jeu, la dernière étant une version internationale. Ainsi, la version vendue en Allemagne est illustrée du drapeau et d’un soldat prussien alors que la version vendue en Amérique du Nord montre un révolutionnaire américain et le drapeau de Betsy Ross. Une version spéciale du jeu, sous-titrée Special Forces, inclut six unités d’élite spécifique : le HMS Victory, la brigade irlandaise, la guérilla espagnole, les Gurkhas, les rangers de Robert Rogers et les ribaudequins ottomans. Une unité spéciale a également été incluse dans les versions mises en vente par trois des distributeurs du jeu. Ainsi, la version distribuée par Amazon.com inclut les Amazones du Dahomey, la version distribuée par Best Buy inclut l’USS Constitution et celle distribuée par Game inclut les hussards prussiens,.
Après sa sortie, le jeu a bénéficié – via Steam – de nombreuses mises à jour visant à optimiser ses performances et à éliminer certains bugs du jeu,. Le patch 1.3, publié en juin 2009, inclut notamment quatorze nouvelles unités ajoutées par les développeurs avec l’objectif de différencier un peu plus les différentes factions. Un pack, disponible en téléchargement payant et contenant quatorze unités supplémentaires, a également été publié sur Steam en même temps que la mise à jour.
Une version IOS et Android sera disponible à l'automne 2024.

### Extensions
En septembre 2009, The Creative Assembly annonce être en train de développer une extension, baptisée The Warpath Campaign, devant être publiée un mois plus tard, ainsi que le prochain opus de la série, Napoleon: Total War. The Warpath Campaign est publié sous forme de contenu téléchargeable et se focalise sur les affrontements entre les Européens et les Amérindiens en Amérique du Nord et en Amérique Centrale. Sa nouvelle campagne propose ainsi de nouvelles régions à explorer en Amérique et propose cinq nouvelles factions jouables : les Iroquois, les Cherokee, les Huron, les Pueblos et les Lakotas. L’extension inclut également de nouvelles technologies pouvant être recherchées par les joueurs, de nouveaux objectifs spécifiques à chaque faction et de nouveaux agents, l’éclaireur et le chaman,. De son côté, Napoleon est publié en février 2010 par Sega, sa campagne se focalisant sur les Guerres napoléoniennes. Bien que basé sur le même moteur de jeu que Empire: Total War, il est finalement publié sous la forme d’un stand-alone, les développeurs considérant que le niveau de détail requis pour dépeindre correctement les Guerres napoléoniennes est beaucoup plus important que ce qu’ils avaient fait pour le jeu original.

## Factions jouables
| Factions jouables          | Factions jouables | Factions jouables           | Factions jouables | Factions jouables |
| Faction                    | Religion          | Gouvernement                | Culture           | Jouabilité |
| -------------------------- | ----------------- | --------------------------- | ----------------- | --- |
| Autriche                   | catholique        | monarchie absolue           | européenne        | Grande campagne |
| Empire marathe             | hindou            | monarchie absolue           | indienne          | Grande campagne |
| Empire ottoman             | musulman          | monarchie absolue           | moyen-orientale   | Grande campagne |
| Espagne                    | catholique        | monarchie absolue           | européenne        | Grande campagne |
| France                     | catholique        | monarchie absolue           | européenne        | Grande campagne |
| Royaume de Grande-Bretagne | protestant        | monarchie constitutionnelle | européenne        | Grande campagne |
| Pologne-Lituanie           | catholique        | monarchie constitutionnelle | européenne        | Grande campagne |
| Provinces-Unies            | protestant        | république                  | européenne        | Grande campagne |
| Prusse                     | protestant        | monarchie absolue           | européenne        | Grande campagne |
| Russie                     | orthodoxe         | monarchie absolue           | européenne        | Grande campagne |
| Suède                      | protestant        | monarchie absolue           | européenne        | Grande campagne |
| Colonie de Virginie        | protestant        | N/A                         | européenne        | Campagne "Route vers l'indépendance" |
| Treize colonies            | protestant        | N/A                         | européenne        | Campagne "Route vers l'indépendance" |
| États-Unis                 | protestant        | république                  | européenne        | Campagne "Route vers l'indépendance" |
| Cherokees                  | animiste          | monarchie absolue           | américaine        | Campagne du sentier de la guerre |
| Hurons                     | animiste          | monarchie absolue           | américaine        | Campagne du sentier de la guerre |
| Iroquoisie                 | animiste          | monarchie absolue           | américaine        | Campagne du sentier de la guerre |
| Nations des plaines        | animiste          | monarchie absolue           | américaine        | Campagne du sentier de la guerre |
| Pueblos                    | animiste          | monarchie absolue           | américaine        | Campagne du sentier de la guerre |
| Pirates                    | N/A               | N/A                         | européenne        | Uniquement en mode bataille navale |
| Empire moghol              | musulman          | monarchie absolue           | indienne          | L'Empire moghol n'est pas une faction jouable d'Empire: Total War, bien qu'initialement, il aurait dû l'être. À ce titre, ses unités disposent d'un doublage spécial, et il s'agit de la seule « faction majeure » non-jouable du jeu[réf. nécessaire]. |

## Accueil
| Empire: Total War     |      |        |
| Média                 | Nat. | Notes  |
| Edge                  | US   | 9/10   |
| Eurogamer             | GB   | 9/10   |
| Gamekult              | FR   | 8/10   |
| GameSpot              | US   | 85%    |
| GameSpy               | US   | 5/5    |
| IGN                   | US   | 95%    |
| Jeuxvideo.com         | FR   | 18/20  |
| Joystick              | FR   | 8/10   |
| Compilations de notes |      |        |
| Metacritic            | US   | 90 %   |
| GameRankings          | US   | 88.9 % |